# Notommata bennetchi
Notommata bennetchi är en hjuldjursart som beskrevs av Myers 1942. Notommata bennetchi ingår i släktet Notommata och familjen Notommatidae. Arten är reproducerande i Sverige. Inga underarter finns listade i Catalogue of Life.